# PowerCADD
PowerCADD est un logiciel de dessin technique 2D pour Macintosh.
Le dessin dans PowerCADD se fait de façon simple et naturelle pour un travail productif et efficace. Son intuitivité permet de travailler tout de suite sans quasiment avoir besoin de consulter le manuel. Un module de perspectives permet de créer rapidement des vues en fausse 3D.
Il travaille à l'échelle, à l'identique du dessin manuel sur papier. Il permet, outre le dessin technique, de travailler les aplats et les superpositions et d'insérer des documents photographiques.
La version 7 inclut la gestion des transparences et des ombres. Elle a intégré le traducteur DWG dans le module de base. Cette version n'est plus compatible avec Mac OS 9.
Il existe de nombreux outils additionnels sous forme de plug-in, dont les Wild-tools développés séparément par Alfred Scott, qui augmentent la productivité. Des outils de topographie sont aussi disponibles.
PowerCADD est compatible avec de nombreux formats comme le DXF, DWG, PDF, EPS. Il enregistre directement  sous ces formats, mais exporte aussi en PSD, JPEG, PICT, SGI, BMP, PNG, TIFF, TGA et QuickTime. Ces fonctionnalités en font un outil très souple d'utilisation.

## Extensions
La productivité de PowerCADD, et le plaisir de dessiner qui vont avec, sont améliorés grâce aux "WildTools" (outils sauvages), conçus par Alfred Scott qui voulait des outils pointus pour son usage professionnel.
Un concepteur français a aussi, pendant quelques années, développé l'extension ArchiXTool spécifique au dessin d'architecture. Il a cependant abandonné le suivi de ses outils, qui ne fonctionnent plus avec les dernières versions de PowerCADD.
De nouvelles extensions sont commercialisées par IpaRos  : il s'agit d'apports concernant la topographie, le dessin de façade et d'élévations.
Depuis la sortie de la version 9, PowerCADD bénéficie également d'un module de modélisation en 3D paramétrique In2Space, compatible avec l'ensemble des versions depuis PowerCADD 6.

### Versions
- PowerDraw 1 pour Mac 680x0
- PowerDraw 2 pour Mac 680x0
- PowerDraw 3 fpour Mac 680x0
- PowerDraw 4 fpour Mac 680x0
- PowerDraw 5 pour Mac 680x0
- PowerDraw 6 pour Mac 680x0  - & -  PowerCADD 1 pour MacOS 7 sur PPC
- PowerCADD 2 sorti en octobre 1995.
- PowerCADD 3
- PowerCADD 4
- PowerCADD 2000 (PowerCADD 5), mai 2000. Principales amélioration : meilleur support des textes et données de symboles.
- PowerCADD 6 : sortie en mai 2003, première version native Mac OS X avec l'interface Aqua. La feuille de travail passe de 2 à 5 mètres. Zoom quasi infini.
- PowerCADD 7 :  sorti en janvier 2006. Transparences des objets et calques, meilleur traducteur DWG. Outils topo. Hélas considérablement ralenti.
- PowerCADD 8 : sorti en Français en septembre 2008. Principales modifications : gain important de rapidité, traducteur DWG amélioré. Ne fonctionne plus désormais que sur les Mac Intel
- PowerCADD 9 : sorti en Français en septembre 2010. Principales modifications : gain important de rapidité, traducteur DWG amélioré, évolution de la version 8 vers les nouvelles versions de Mac OS X.